# Stadsfenne
Stadsfenne is een woonwijk binnen de stad Sneek in de Nederlandse provincie Friesland. De wijk telt (in 2008) 3100 inwoners en heeft een oppervlakte van 81 hectare (waarvan 8 hectare water).

## Ligging en bereikbaarheid
De wijk grenst in het noorden aan de wijk Pasveer, in het oosten aan de wijk Oudvaart, in het zuiden aan de wijk De Domp en in het westen aan het Zwettebos en de wijk Zwetteplan.
De begrenzing van de wijk wordt gevormd door de Leeuwarderweg (westelijk) en de Groene Dijk (zuidelijk). De Oudvaart begrenst de wijk in het oosten.

## Historie en bebouwing
De wijk Stadsfenne is grotendeels gebouwd tussen 1945 en 1975. In de wijk staan veel koopwoningen, maar ook huurwoningen. Deze laatste worden geëxploiteerd door De Wieren. Een opvallend gebouw in de wijk is de verzorgingsflat Parkflat. In de wijk staan verder veel ouderenwoningen.
In 1964 zijn bij opgravingen in de Stadsfenne grote hoeveelheden artikelen uit de 12e eeuw gevonden, die duiden op een nederzetting op deze plek indertijd. In de Stadsfenne lag ook klooster Groendijk.
De belangrijkste doorgaande straat in de wijk is de Middelzeelaan.

### Straatnaamverklaring
De straten in de wijk zijn veelal vernoemd naar wateren met betrekking tot de vroegere Middelzee en dragen deels oude Sneker adellijke families.

### Bezienswaardigheden
In de wijk bevinden zich geen (rijks)monumenten.

## Voorzieningen
Onder meer de volgende voorzieningen bevinden zich in de wijk:
- Een winkelcentrum
- Parkflat
- Aanleunwoningen

Wijken:
Binnenstad ·
Bomenbuurt ·
De Domp ·
De Loten ·
Duinterpen ·
Harinxmaland ·
Hemdijk ·
Het Eiland ·
De Hemmen ·
Houkesloot ·
It Ges ·
Lemmerweg-Oost ·
Lemmerweg-West ·
Leeuwarderweg ·
Noorderhoek I ·
Noorderhoek II ·
Noordoosthoek ·
Oudvaart ·
Pasveer ·
Poort van Sneek ·
Sperkhem ·
Stadsfenne ·
Stationsbuurt ·
Tinga ·
Zwetteplan
Buurten:
Malta ·
Spitaal ·
Tuindorp